# Edward E. Harlow
Edward Everett Harlow (né le 27 avril 1952 à Manhattan Beach en Californie) est un biologiste moléculaire, généticien et oncologue américain.

## Biographie
Harlow est titulaire d'un baccalauréat (B.Sc.) en 1974 et d'une maîtrise (M.Sc.) et 1978 obtenus à l'Université de l'Oklahoma à Norman, ainsi que d'un doctorat  (Ph.D.) obtenu au Cancer Research UK à Londres en 1982.
Harlow a occupé une chaire de biochimie et de pharmacologie moléculaire à la Harvard Medical School et a été directeur associé du Dana-Farber Cancer Institute, deux institutions basées à Boston, Massachusetts. Auparavant, il était directeur scientifique au Massachusetts General Hospital Cancer Center, également à Boston, et du Institut national du cancer (États-Unis) .
En 2009, Harlow devient directeur scientifique (CSO) chez Constellation Pharmaceuticals à Cambridge, Massachusetts.

## Recherche
Harlow a obtenu (en s'appuyant en partie sur des travaux d'Arnold J. Levine) des informations fondamentales sur l'interaction entre les oncogènes et les anti-oncogènes d'une part et d'autres protéines cellulaires d'autre part. Il a découvert l'interaction entre le produit génique du gène du rétinoblastome - la protéine du rétinoblastome - et les protéines de transformation virale, ouvrant ainsi le domaine de la recherche du lien entre l'oncogenèse et le contrôle du cycle cellulaire. Un autre axe de recherche de Harlow concerne l'épigénétique.

## Prix et distinctions (sélection)
- 1993 Membre de l' Académie nationale des sciences[3]
- 1995 Prix Alfred P. Sloan, Jr.[4]
- 1996 Membre de l' Académie américaine des arts et des sciences][5]
- 1997 Prix Dickson en médecine[6]
- 1999 Membre de l'Institut de médecine
- 2009 Médaille d'honneur de l'American Cancer Society[7]